# اونو (بازی)
اونو (انگلیسی: UNO؛ ‎/ˈuːnoʊ/‎؛ در زبان ایتالیایی و اسپانیایی به معنی «یک») یک بازی ورق آمریکایی است که نخستین بار در سال ۱۹۷۱ توسط مرلی رابینز در ریدینگ، اوهایو توسعه یافت. شهر ریدینگ که در سینسیناتی واقع شده است، میزبان شرکت بازی‌سازی اینترنشنال گیمز است که در ۲۳ ژانویهٔ ۱۹۹۲ تحت مالکیت شرکت متل درآمد.
این بازی که به‌طور ویژه با استفاده از ورق‌های چاپی انجام می‌شود، از خانواده بازی‌های ورق کریزی ایت مشتق شده است که خود مبتنی بر بازی سنتی آلمانی مائو-مائو بوده است.

## تاریخچه
این بازی نخستین بار در سال ۱۹۷۱ توسط مرلی رابینز در ریدینگ، اوهایو، واقع در سینسیناتی توسعه یافت. پس از آن که خانواده و دوستان او رفته رفته بیشتر به این بازی روی آوردند، او برای ساخت ۵٬۰۰۰ نسخه از کارت‌های این بازی مبلغ ۸٬۰۰۰ دلار سرمایه‌گذاری کرد. او ابتدا کارت‌های بازی را در مغازهٔ آرایشگاه خود به فروش می‌رساند، و بعداً کسب‌وکارهای محلی نیز به فروش آن پرداختند. رابینز بعداً حق نشر این اونو را به گروهی از دوستان خود با سرپرستی رابرت تزاک که خود مالک یک سالن تشییع جنازه در جولیت، ایلینوی بود، به مبلغ ۵۰٬۰۰۰ دلار به‌علاوهٔ مزایای ۱۰ سنت به‌ازای فروش هر نسخه فروخت. تزاک برای فروش بازی اونو، شرکت اینترنشنال گیمز را تأسیس کرد که دفتر آن پشت سالن تشییع جنازهٔ تحت مالکیت او قرار داشت. کارت‌های بازی توسط لوییس سالزمن و شرکت او با نام سالزمن پرینترز در می‌وود، ایلینوی تولید شدند.
در سال ۱۹۹۲، اینترنشنال گیمز به بخشی از خانوادهٔ شرکت‌های متل تبدیل شد.

## قواعد رسمی

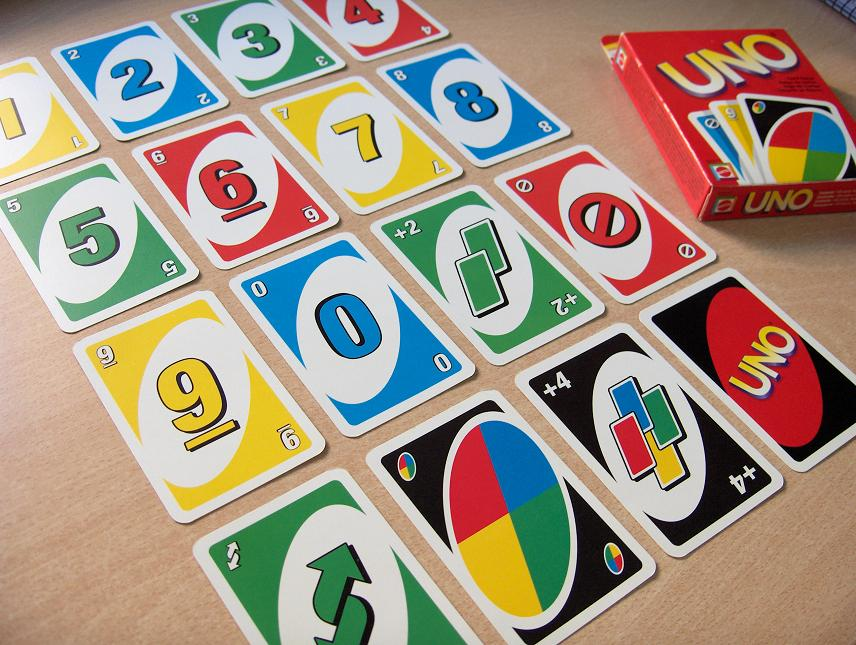
کارت‌های اونو

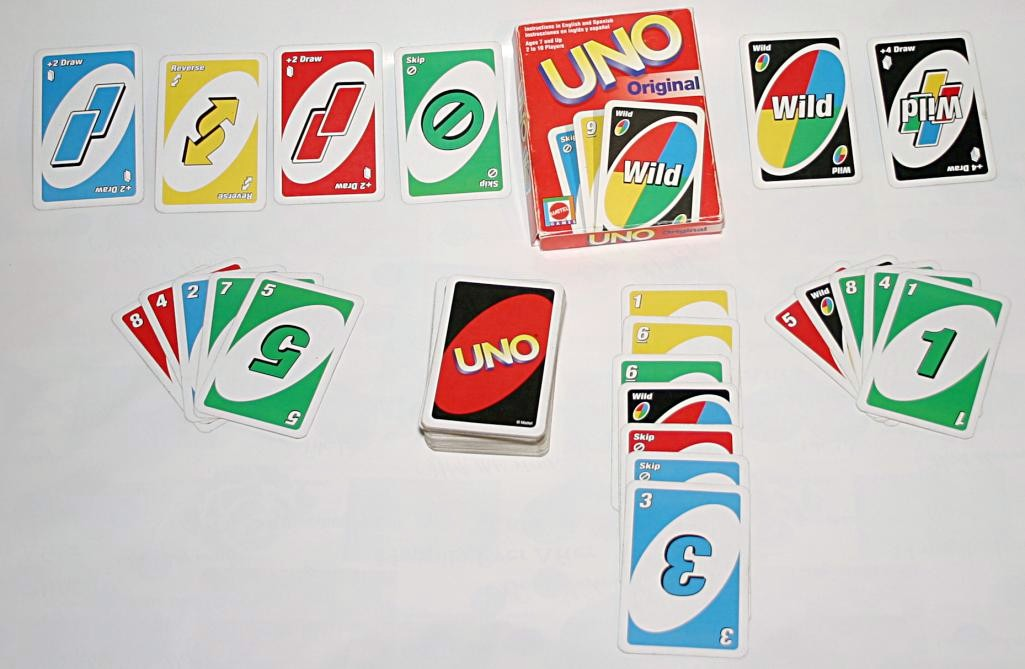
کارت‌های اونو

جدول کارت‌های اونو

هدف در این بازی این است که بازیکن پیش از بقیه به امتیاز ۵۰۰ برسد. امتیازها به‌واسطهٔ خالی شدن دست پیش از باقی بازیکنان (معمولاً طی چندین دست بازی کردن) و کسب امتیاز برای به‌ازای کارت‌های باقی‌مانده در دست سایر بازیکنان کسب می‌شوند.
نسخهٔ ۲۰۱۸ این بازی متشکل از ۱۱۲ کارت است: ۲۵ کارت در هر یک از مجموعه‌های رنگی (قرمز، زرد، سبز و آبی)، و در هر مجموعه یک کارت صفر، دو عدد از هر یک از کارت‌های ۱ تا ۹، و دو عدد از هر یک از کارت‌های «پرش»، «برداشت دو»، و «معکوس». مجموعهٔ کارت‌ها همچنین شامل چهار کارت «وحشی»، چهار کارت «برداشت چهار وحشی»، یک «وحشی برهم زدن دست» و سه کارت «وحشی سفارشی» می‌شود. دو مورد کارت‌های آخر در مجموعه کارت‌های تولید شده تا پیش از سال ۲۰۱۸ موجود نیستند و تعداد کل کارت‌های مجموعه ۱۰۸ عدد است.
در هر دست، هر بازیکن به‌طور تصادفی یک کارت را از مجموعه برداشت می‌کند و به این طریق بازیکنی که کارتی با بالاترین شماره را برداشته باشد، به‌عنوان دلال تعیین می‌شود و تمامی ورق‌ها پس از آن و برای آغاز توزیع کارت‌ها برهم زده می‌شوند.
در آغاز دست به هر بازیکن ۷ ورق داده می‌شود و کارتی که در مجموعه بالاتر از سایر کارت‌ها قرار گرفته، برگردانده می‌شود تا روند برداشت کارت‌ها آغاز شود. بازیکنی که در سمت چپ بازیکن دلال نشسته بازی را آغاز می‌کند، مگر آن که نخستین کار روی مجموعه یک کارت دستوری یا یک کارت وحشی باشد (پایین را ببینید). هر بازیکن در نوبت خود باید یکی از کارهای زیر را انجام دهد:
- یک کارت با رنگ، شماره یا نماد یکسان با کارت توزیعی را بازی کند
- یک کارت وحشی یا یک برداشت وحشی چهار را در صورت مجاز بودن بازی کند (محدودیت‌ها را در پایین ببینید)
- کارت بالایی را از مجموعه برداشت کند و در صورت امکان و تمایل، همان کارت را بازی کند

کارت‌هایی که بازی می‌شوند رو به بالا روی مجموعهٔ توزیع قرار می‌گیرند و بازی در جهت عقربه‌های ساعت به دور میز به گردش درمی‌آید.
اثر هریک از کارت‌های دستوری یا کارت‌های وحشی در جدول زیر آمده است:
| کارت             | اثر پس از بازی کردن از دست بازیکن | اثر به‌عنوان نخستین کارت مجموعهٔ توزیع |
| ---------------- | --- | --- |
| پرش              | بازیکن بعدی یک دور بازی را از دست می‌دهد | بازیکن نشسته در سمت چپ دلال یک دور بازی را از دست می‌دهد                                                                                      |
| معکوس            | جهت نوبت بازیکنان تغییر می‌کند (ساعت‌گرد به پادساعت‌گرد یا برعکس) | دلال اول بازی می‌کند؛ بازی در جهت پادساعت‌گرد ادامه می‌یابد                                                                                     |
| برداشت دو (+2)   | بازیکن بعدی دو کارت برداشت می‌کند و یک دور بازی را از دست می‌دهد | بازیکنی که سمت چپ دلال نشسته دو کار برمی‌دارد و یک دور بازی را از دست می‌دهد                                                                   |
| وحشی             | بازیکن رنگ بعدی برای تطابق را اعلام می‌کند (اگر بازیکن کارتی با رنگ یکسان را در دست داشته باشد، در هر دستی می‌تواند استفاده شود) | بازیکنی که سمت چپ دلال نشسته نخستین رنگ برای تطابق را اعلام می‌کند و دست اول را بازی می‌کند                                                    |
| برداشت چهار وحشی | بازیکن رنگ بعدی برای تطابق را اعلام می‌کند؛ بازیکن بعدی چهار کارت را از مجوعهٔ توزیع برمی‌دارد و یک دور بازی را از دست می‌دهد. اگر بازیکن هیچ کارتی با رنگ مطابق در دست نداشته باشد، از لحاظ قانونی می‌تواند این کارت را بازی کند (جریمه‌ها را ببینید) | کارت به مجموعهٔ توزیع برگردانده می‌شود و کارت بعدی از مجموعهٔ توزیع روند بازی را مشخص می‌کند (در صورت نیاز می‌توان مجموعهٔ توزیع را مجدداً برهم زد) |

- بازیکنی که کارتی را از مجموعهٔ توزیع برمی‌دارد باید انتخاب کند که آن کارت را بلافاصله بازی کند یا آن را در دست خود نگه دارد. هیچ‌یک از کارت‌هایی که از پیش در دست او هستند نمی‌توانند در آن دور بازی استفاده شوند.
- کارت‌های وحشی را در هر دستی می‌توان بازی کرد، حتی اگر بازیکنی که آن کارت وحشی را در دست دارد، کارت‌هایی با رنگ منطبق با رنگ، شماره و/یا نماد کنونی را در دست داشته باشد.
- کارت برداشت چهار وحشی تنها در صورتی قابل استفاده است که بازیکنی آن را در دست دارد هیچ کارتی با رنگ منطبق با کارت کنونی در دست نداشته باشد. اگر بازیکن کارت‌هایی با رنگ متفاوت اما منطبق با شماره/نماد کنونی یا یک کارت وحشی را در دست داشته باشد، همچنان می‌تواند کارت برداشت چهار وحشی را بازی کند.[۶] بازیکنی که کارت برداشت چهار وحشی را بازی می‌کند ممکن است توسط بازیکن بعدی به چالش کشیده شود (جریمه‌ها را ببینید) تا اثبات کند که دست او شرایط مذکور را دارد. کارت برداشت چهار وحشی که به‌صورت غیرقانونی بازی شود، تا زمانی که با چالش کشیده نشود، برای بازیکن هیچ جریمه‌ای در بر نخواهد داشت.
- بازیکنی که یک کارت وحشی یا برداشت چهار وحشی را بازی می‌کند باید پیش از پایان دادن به نوبت خود رنگ جدید برای تطابق را اعلام کند و در صورت تمایل می‌تواند رنگ کنونی را تمدید کند.
- اگر کارت‌های مجموعهٔ توزیع در طول بازی تمام شود، کارت بالایی مجموعه کنار گذاشته می‌شود و باقی کارت‌ها به‌منظور ساخت مجموعهٔ توزیع جدید برهم زده می‌شوند. پس از آن بازی به روال عادی ادامه می‌یابد.
- جابجا کردن هرگونه کارتی با هریک از بازیکنان در هر زمانی از بازی ممنوع است.

بازیکنی که کارت یکی مانده به آخر خود را بازی می‌کند باید با گفتن «اونو» به سایر بازیکنان هشدار دهد.
نخستین بازیکنی که کارت آخر خود را نیز بازی کند (یا از بازی خارج شود) برندهٔ دست خواهد بود و امتیاز کارت‌های باقی‌مانده در دست سایر بازیکنان را کسب خواهد کرد. کارت‌های عددی به مقدار عدد خود امتیاز دارند، تمامی کارت‌های دستوری دارای ۲۰ امتیاز هستند، و کارت‌های وحشی و کارت برداشت چهار وحشی نیز ۵۰ امتیاز دارند. اگر کارت پایانی استفاده‌شده توسط بازیکن یک کارت برداشت دو یا برداشت چهار وحشی باشد، بازیکن بعدی باید پیش از محاسبهٔ امتیاز تعداد کارت متناسب را برداشت کند.
نخستین بازیکنی که ۵۰۰ امتیاز کسب کند، برندهٔ بازی خواهد بود.

### جریمه‌ها
- اگر بازیکنی پس از بازی کردن کارت یکی مانده به آخر خود و پیش از آن که بازیکن بعدی نوبت خود را بازی کند (یعنی کارتی را از دست خود بازی کند، یک کارت از مجموعه برداشت کند ی دست به مجموعهٔ توزیع بزند) کلمهٔ «اونو» را نگوید، باید به‌عنوان جریمه دو کارت از مجموعهٔ توزیع برداشت کند. اگر کسی در این بازهٔ زمانی متوجه اشتباه بازیکن نشود یا او پیش از دستگیر شدن به‌یاد بیاورد و کلمهٔ «اونو» را به زبان آورد، هیچ جریمه‌ای برای آن بازیکن منظور نخواهد شد.[۶]
- اگر بازیکنی یک کارت برداشت چهار وحشی را بازی کند، بازیکن بعدی می‌تواند استفادهٔ او از این کارت را به چالش بکشد. بازیکنی که کارت برداشت چهار وحشی را بازی کرده باید به‌طور خصوصی دست خود را به آن کاربر نشان دهد و ثابت کند که هیچ کارتی با رنگ منطبق با رنگی کنونی در دست نداشته است. اگر چالش موفق باشد، بازیکنی که به چالش کشیده شده باید در عوض چهار کارت بردارد و کاربری که او را به چالش کشیده بازی را ادامه خواهد داد. در غیر این صورت، کاربر به چالش کشنده باید شش کارت بردارد – چهار کارتی که به‌واسطهٔ کارت برداشت چهار وحشی باید برمی‌داشت و دو کارت دیگر برای جریمه – و یک دور بازی را از دست خواهد داد.[۶] در هر دو صورت، بازی بر اساس رنگ منتخب بازیکنی که کارت برداشت چهار وحشی را بازی کرده ادامه خواهد یافت.

### بازی دونفره
در بازی دونفره کارت معکوس همانند کارت پرش کاربرد خواهد داشت؛ هرگاه این کارت بازی شود، بازیکن مقابل یک دور بازی را از دست می‌دهد.

### قوانین خانگی
برای تغییر بازی، قوانین خانگی زیر در دستورالعمل‌های رسمی اونو پیشنهاد شده‌اند:
- اونو پیش‌رونده یا انباشته:[ح] اگر کارتی از مجموعه برداشته و بلافاصله بازی شود، و بازیکن بعدی کارتی با نماد منطبق را در دست داشته باشد، آن بازیکن می‌تواند کارت منطبق خود را بازی کند و جریمه را «انباشته» کند. به عبارت دیگر، جریمهٔ کارت او به جریمهٔ کنونی افزوده می‌شود و به به بازیکن بعدی می‌رسد[۶] (هرچند که کارت +4 را نمی‌توان روی یک کارت +2 یا برعکس بازی کرد).[۹] این قانون خانگی چنان پرکاربرد است که شرکت متل در سال ۲۰۱۹ برای سورپرایز کردن مخاطبان خود در توییتر اعلام کرد که قانون انباشه کردن جریمه‌ها جزو قوانین رسمی اونو نیست.[۹]
- هفت-صفر:[خ] هرگاه یک کارت با شمارهٔ «۷» بازی شود، بازیکنی که آن را بازی کرده باید پیش از پایان نوبت خود دست خود را با بازیکن دیگری به انتخاب خود عوض کند. هرگاه یک کارت با شمارهٔ «۰» بازی شود، تمامی بازیکنان باید دست خود را در جهت کنونی بازی با بازیکن بعدی خود عوض کنند و پس از آن بازی به‌صورت عادی ادامه خواهد یافت.[۶]
- پرش به وسط:[د] اگر بازیکنی کارتی کاملاً یکسان (هم عدد و هم رنگ) با کارت روی مجموعهٔ توزع را در دست داشته باشد، باید بی‌درنگ آن کارت را بازی کند، حتی اگر نوبت برای او نباشد. پس از آن بازی به‌شکلی ادامه خواهد یافت که گویی او نوبت خود را بازی کرده است.[۶]
- خرابکاری ۶:[ذ] هرگاه یک کارت «۶» بازی شود، بازیکنان باید دست خود را روی کارت قرار دهند و آخرین بازیکنی که دست خود را روی آن قرار دهد باید ۲ کارت برداشت کند.[۱۰]
- برداشت بیشتر:[ر] هرگاه نوبت به بازیکنی برسد و او هیچ کارت قابل بازی کردنی در دست خود نداشته باشد، باید تا زمانی که یک کارت قابل بازی کردن به دست آورد، از مجموعهٔ برداشت کارت بردارد.[۱۱]

### قوانین تغییریافته در نسخه ۲۰۱۸
کارت‌های وحشی جدید در نسخهٔ ۲۰۱۸ به بعد اثرات زیر را دارند:
- وحشی برهم زدن دست: بازیکنی که از این کارت استفاده می‌کند تمام کارت‌های دست سایر بازیکنان را جمع‌آوری می‌کند و دوباره آن‌ها را توزیع می‌کند.
- وحشی سفارشی: سه عدد از این کارت موجود است؛ این کارت‌ها فاقد قاعده هستند و می‌توان یک قانون خانگی برای آن‌ها تعیین کرد.

هریک از این کارت‌ها را می‌توان در هر نوبتی بازی کرد و هنگام خارج شدن بازیکن و شمارش امتیازها، دارای ۴۰ امتیاز هستند.